# Прыг-скок (альбом)
«Прыг-скок» — дебютний студійний альбом групи «Егор и Опизденевшие» Альбом записаний в травні-липні 1990 року, після тимчасового припинення діяльності групи «Гражданская оборона». Пісні в альбомі мають характерні для того періоду творчості мінімалістичні аранжування, найбільш істотний вплив на які справила творчість Каліфорнійської групи «Love». У 2005 році вийшло чергове перевидання альбому. Включений до зведення «100 магнитоальбомов советского рока» Олександра Кушніра.

## Список композицій
| Магнітоальбом (1990) | Магнітоальбом (1990)                | Магнітоальбом (1990) |
| #                    | Назва                               | Тривалість           |
| -------------------- | ----------------------------------- | -------------------- |
| 1.                   | «Про дурачка»                       | 4:25                 |
| 2.                   | «Песенка о святости, мыше и камыше» | 2:36                 |
| 3.                   | «Отряд не заметил потери бойца»     | 2:27                 |
| 4.                   | «Про червячков»                     | 1:42                 |
| 5.                   | «Красный смех»                      | 3:24                 |
| 6.                   | «Ночь»                              | 0:57                 |
| 7.                   | «Маленький принц возвращался домой» | 3:18                 |
| 8.                   | «Ещё раз про дурачка»               | 0:12                 |
| 9.                   | «Про мишутку (Песенка для Янки)»    | 2:33                 |
| 10.                  | «Когда я умер»                      | 0:05                 |
| 11.                  | «Иваново детство»                   | 3:22                 |
| 12.                  | «Прыг-скок»                         | 10:44                |

| Вініл "Золотая долина" (1992); BSA (1993) | Вініл "Золотая долина" (1992); BSA (1993) | Вініл "Золотая долина" (1992); BSA (1993) |
| #                                         | Назва                                     | Тривалість                                |
| ----------------------------------------- | ----------------------------------------- | ----------------------------------------- |
| 1.                                        | «Про дурачка»                             | 4:24                                      |
| 2.                                        | «Песенка о святости, мыше и камыше»       | 2:31                                      |
| 3.                                        | «Отряд не заметил потери бойца»           | 2:24                                      |
| 4.                                        | «Про червячков»                           | 1:43                                      |
| 5.                                        | «Красный смех»                            | 3:15                                      |
| 6.                                        | «Ночь»                                    | 0:55                                      |
| 7.                                        | «Маленький принц возвращался домой»       | 3:16                                      |
| 8.                                        | «Ещё раз про дурачка»                     | 0:10                                      |
| 9.                                        | «Про мишутку (Песенка для Янки)»          | 2:32                                      |
| 10.                                       | «Про малиновую девочку»                   | 3:12                                      |
| 11.                                       | «Когда я умер»                            | 0:05                                      |
| 12.                                       | «Иваново детство»                         | 3:33                                      |
| 13.                                       | «Прыг-скок»                               | 10:21                                     |